# لارا گرانژن
لارا گرانجون (انگلیسی: Lara Grangeon؛ زادهٔ ۲۱ سپتامبر ۱۹۹۱) ورزشکار ورزش شنا اهل فرانسه است.
وی در مسابقات کشوری و بین‌المللی در مجموع برندهٔ ۳۶ مدال طلا، ۷ مدال نقره ۱۰ مدال برنز شده‌است.